# 鞍埼 (給糧艦)
鞍埼（くらさき）は、日本海軍の給糧艦。艦名は宮崎県日南市の油津港の南方側にある、日南大島の南端の岬「鞍埼鼻」に由来する。

## 艦歴

### おは丸
元は1928年（昭和3年）3月27日に神戸製鋼播磨造船工場（後の播磨造船所）で竣工した、北樺太石油（英: Northern Karafuto Oil Consession）所有の「おは丸」。総トン数は995トン。2つの一等客室を有する小型貨物船で、タンカーではない。竣工後は北海道と、オハなど北樺太の港町との作業員や物資の往来に使用される。収容可能人数は一等客室利用者に限れば5名だが、それとは別に140名あるいは265名収容という記録が残っている。ソビエト連邦成立、シベリア出兵の後、オハなど北樺太においても共産主義が広がる懸念があり、船員や在オハの日本人労働者の所謂「アカ化」に関する内偵もしばしば行われた。1941年（昭和16年）に太平洋戦争が勃発すると、通常航海の傍らで特殊任務に従事することもあった。昭和16年11月28日から1942年（昭和17年）7月3日までは佐世保鎮守府所管の海軍一般徴傭船として、第三艦隊および第二南遣艦隊に属して行動。この期間となる昭和17年3月28日に占領時に破壊されたバリックパパン製油所の復旧へ向かう渡辺伊三郎大佐率いる三菱石油技術者グループをマカッサルからバリックパパンへ移送している。1943年（昭和18年）3月31日夜には、北緯33度51分 東経130度15分 / 北緯33.850度 東経130.250度の玄界島近海で貨物船南進丸（石原産業海運、4,806トン）と衝突し、救難作業の甲斐なく南進丸を沈没させる事故を起こした。

### 鞍埼
特務艦の不足により日本海軍が購入し、1944年（昭和19年）5月10日付で艦籍編入の上、艦名を「鞍埼」と命名した。同日舞鶴鎮守府籍とし、在役特務艦となった上で連合艦隊付属となり補給部隊に編入された。間もなく7月14日付で南西方面艦隊付属に転じ、舞鶴海軍工廠で8月31日まで改装工事を行った。改装終了後、9月3日に出撃し高雄に向かう。高雄到着後、9月26日にタマ27船団の護衛で高雄を出港し、10月4日にマニラに到着する。10月20日深夜23時40分、米と肉類を搭載し、高雄行きのマタ30船団に加わってマニラを出港した。この船団は指揮艦である駆逐艦「春風」の名前を取って別名「春風船団」とも呼称されていた。しかし、マタ30船団は10月23日夕方にルソン島ボヘヤドール岬北西沖で特設運送船「君川丸」（川崎汽船、6,863トン）がアメリカ潜水艦「ソーフィッシュ」 (USS Sawfish, SS-276) の雷撃で沈没したのを手始めに、翌10月24日夕刻までに船団加入船12隻のうち9隻がアメリカ潜水艦のウルフパックの波状攻撃により沈没する惨敗を喫した。その10月24日、沈没した陸軍船「第一眞盛丸」（原商事、5,878トン）の乗員の救助作業に当たっていた貨客船「営口丸」（日本郵船、1,847トン）は、作業中にアメリカ潜水艦「シードラゴン」 (USS Seadragon, SS-194) の雷撃を受けて沈没し、「営口丸」乗員と救助したばかりの「第一眞盛丸」乗員は救命ボートで脱出。これを受けて16時30分頃に「営口丸」乗員と「第一眞盛丸」乗員を駆逐艦「竹」とともに収容し、救助作業を終えた後は高雄に向かった。救助者のうち、「第一眞盛丸」乗員は57名を数えた。
11月1日、モマ06船団の編成替えに伴い、モマ06船団の護衛陣に加わって高雄を出港してマニラに向かい、11月9日に到着する。11月12日夕刻、高雄行きのマタ32船団に加わってマニラを出港。ルソン島沿岸を北上したが、11月14日夕方に敵電波を探知して警戒態勢がとられる。やがて夜になり、アメリカ潜水艦「レイ」 (USS Ray, SS-271) と「レイトン」 (USS Raton, SS-270) の攻撃を受ける。「レイ」が第7号海防艦を撃沈し、続いて「レイトン」が輸送船「第五雲海丸」（中村汽船、2,841トン）に魚雷3本を命中させて撃沈した。日付が11月15日に変わってすぐの0時25分、「レイトン」は「7,500トンクラスの貨物船」に対して魚雷を4本発射し、うち2本が命中。北緯17度27分 東経117度43分 / 北緯17.450度 東経117.717度の地点で沈没した。
1945年（昭和20年）1月10日に特務艦類別等級表の運送艦から削除され、同日に帝国特務艦籍からも除かれた。

## 特務艦長
1. 小島武雄 大尉：1944年5月10日 -
2. 根本音松 大尉/少佐：1944年8月20日 - 1944年12月1日[44]